# Le Petit Journal (émission de télévision)
Pour les articles homonymes, voir Le Petit Journal.
Le Petit Journal était une émission de télévision d'infodivertissement diffusée sur la chaîne de télévision française Canal+ de 2004 à 2017. En Belgique et au Luxembourg, elle était diffusée en simultané sur Be 1.
D'abord produite par Laurent Bon et Yann Barthès pour la société Bangumi, l'émission est présentée par Yann Barthès du 30 août 2004 au 23 juin 2016, sous forme de chronique faisant partie de l'émission Le Grand Journal jusqu'au 1er juillet 2011, avant de devenir une émission à part entière à partir du 29 août 2011.
La dernière émission du Petit Journal avec Yann Barthès a lieu le 23 juin 2016. En septembre 2016, l'émission reprend avec Cyrille Eldin à la présentation, dans une « formule rénovée ».
À cause de très mauvaises audiences, cette nouvelle version ne dure qu'un an, Cyrille Eldin devant animer à la place à la rentrée 2017 une émission hebdomadaire La case en +, tous les samedis soir.

## Présentation et historique
Le principe du Petit Journal consiste à couvrir et relater d'une manière décalée et détournée l'actualité dans des sujets réalisés par les équipes de l'émission.
À l'origine, Le Petit Journal est une chronique de Yann Barthès en voix off dans l'émission Le Grand Journal, du lundi au jeudi. À compter du 3 septembre 2007 Yann Barthès incarne la chronique sur le plateau. La chronique comprend alors deux parties : Le Petit Journal actu, diffusé vers 19 h 45 et Le Petit Journal people, diffusé vers 20 h 35.
À la rentrée 2010, les deux chroniques sont réunies en une, formant une émission à part entière très inspirée des late shows américains, et plus particulièrement du politisé Daily Show. En septembre 2010, le Petit Journal people disparaît, permettant d'allonger la durée du Petit Journal actu, désormais simplement intitulé Le Petit Journal.
À partir de septembre 2009, l'émission Le Petit Journal de la semaine est diffusée sur Canal+ le dimanche après-midi ; elle constitue une compilation des différents reportages réalisés pendant la semaine, sur le même principe que La Semaine des Guignols.

## Participants
| Nom                                         | Saisons (émissions à part entière) | Saisons (émissions à part entière) | Saisons (émissions à part entière) | Saisons (émissions à part entière) | Saisons (émissions à part entière) | Saisons (émissions à part entière) |
| Nom                                         | 8(2011-12)                         | 9(2012-13)                         | 10(2013-14)                        | 11(2014-15)                        | 12(2015-16)                        | 13(2016-17)                        |
| ------------------------------------------- | ---------------------------------- | ---------------------------------- | ---------------------------------- | ---------------------------------- | ---------------------------------- | ---------------------------------- |
| Yann Barthès (présentateur de 2004 à 2016)  | ♦                                  | ♦                                  | ♦                                  | ♦                                  | ♦                                  |                                    |
| Cyrille Eldin (présentateur de 2016 à 2017) |                                    |                                    |                                    | ♦                                  |                                    | ♦                                  |
| Catherine et Liliane                        | ♦                                  | ♦                                  | ♦                                  | ♦                                  | ♦                                  |                                    |
| Salhia Brakhlia                             | ♦                                  | ♦                                  | ♦                                  | ♦                                  |                                    |                                    |
| Éric et Quentin                             |                                    | ♦                                  | ♦                                  | ♦                                  | ♦                                  |                                    |
| Charlotte Le Bon                            |                                    | ♦                                  |                                    |                                    |                                    |                                    |
| Martin Weill                                |                                    |                                    | ♦                                  | ♦                                  | ♦                                  |                                    |
| Ophélie Meunier                             |                                    |                                    | ♦                                  |                                    |                                    |                                    |
| Maxime Musqua                               |                                    |                                    | ♦                                  |                                    |                                    |                                    |
| Romain Hary                                 |                                    |                                    | ♦                                  | ♦                                  |                                    |                                    |
| Hugo Clément                                |                                    |                                    |                                    |                                    | ♦                                  |                                    |
| Camille Crosnier                            |                                    |                                    |                                    |                                    | ♦                                  |                                    |
| Panayotis Pascot                            |                                    |                                    |                                    |                                    | ♦                                  |                                    |
| Orelsan et Gringe                           |                                    |                                    |                                    |                                    | ♦                                  |                                    |
| Sandrine Calvayrac                          |                                    |                                    |                                    |                                    |                                    | ♦                                  |
| Mathilde Warnier                            |                                    |                                    |                                    |                                    |                                    | ♦ sep. 2016                        |
| Louis Morin                                 |                                    |                                    |                                    |                                    |                                    | ♦                                  |
| Paul de Saint Sernin                        |                                    |                                    |                                    |                                    |                                    | ♦                                  |
| Lucie Rémy                                  |                                    |                                    |                                    |                                    |                                    | ♦                                  |
| David Hrouda                                |                                    |                                    |                                    |                                    |                                    | ♦                                  |
| Guillaume Tabard                            |                                    |                                    |                                    |                                    |                                    | ♦                                  |
| Nicolas Bouzou                              |                                    |                                    |                                    |                                    |                                    | ♦                                  |

## Chronologie

### Comme rubrique duGrand Journal
Initialement, Yann Barthès intervient en voix off, puis incarne la chronique sur le plateau à partir du 3 septembre 2007. La chronique comprend alors deux parties, Le Petit Journal actu diffusé vers 19 h 45 et Le Petit Journal people diffusé vers 20 h 35. À la rentrée 2010, les deux chroniques sont réunies en une.

### Émission à part entière
Entre août 2011 et août 2013, l'émission est diffusée de 20 h 10 à 20 h 25. Elle n'est plus réalisée ni enregistrée depuis le plateau du Grand Journal mais dans le studio Visual TV. Le nouveau format laisse la place à un invité en plateau interrogé par Yann Barthès. La rédaction en chef est assurée par Théodore Bourdeau et les reportages politiques sont confiés à Salhia Brakhlia.
Ce nouveau format a fait découvrir le duo Éric et Quentin (Éric Metzger et Quentin Margot), deux auteurs qui interviennent sur le plateau ou en magnéto sous forme de petits sketchs. Également en 2012, Charlotte Le Bon présente une chronique humoristique hebdomadaire avec ces deux derniers, La Leçon de Charlotte Le Bon.
Le mélange des genres (humour et information dit « infodivertissement ») pratiqué par l'émission ainsi que l'utilisation abondante du montage sont remis en cause par certains journalistes qui l'accusent de maquiller l'information.
L'émission est filmée en direct du lundi au jeudi, la diffusion du vendredi est enregistrée le jeudi après-midi.
Pour le festival de Cannes 2013, l'émission a été diffusée à 20 h 30 afin de ne pas couper Le Grand Journal en deux parties. Comme cet horaire a plu aux téléspectateurs, l'émission est à cet horaire à partir de 2013.
Pour la rentrée d'août 2013, l'équipe est complétée par la venue de Maxime Musqua qui est chargé de relever des défis divers ainsi qu'Ophélie Meunier qui présente La Minute pop.
Le 4 novembre 2014, pour célébrer les 30 ans de Canal+, est imaginée une émission du Petit Journal datée du 4 novembre 1984 : génériques, décors, costumes et coiffures d'époque, whisky et cigarettes à l'antenne, sujets d'actualité de 1984 (avec la participation de Noël Mamère, présentateur d'Antenne 2, et de Jack Lang, ministre de la culture) et un live de Jeanne Mas.
Le 18 juin 2015, à l'occasion du festival d'animation d'Annecy, l'émission est réalisée en animation par les équipes internes de la production, l'école des Gobelins de Paris a réalisé une partie de l'habillage et les reportages de Martin Weill ainsi que l'avatar de ce dernier lors des duplexes. Des étudiants de Supinfocom Rubika à Valenciennes, ont quant à eux réalisé la rubrique d'Éric et Quentin. Bobby Prod, auteur des Kassos, a eu la charge de réaliser les trois pastilles de Catherine et Liliane. Plusieurs styles d'animation sont utilisés, comme le mixed media.
À l'occasion de la saison 12, l'émission est décalée sur le créneau 20 h 10-20 h 50 et bénéficie à la rentrée 2015 de dix minutes supplémentaires[réf. nécessaire]. On note aussi le départ de Salhia Brakhlia pour BFMTV, ainsi que celui de Romain Hary, qui reste dans le groupe Canal + dans la nouvelle version du Tube présenté par Ophélie Meunier. Un nouveau plateau comporte une petite scène, derrière le public à gauche de Yann Barthès qui accueille une séquence musicale en direct. C'est le groupe LEJ qui a inauguré la rubrique musicale.
Le 16 novembre 2015, Le Petit Journal consacre une édition spéciale à la suite des attentats de Paris du 13 novembre 2015, des attentats qui feront deux victimes dans l'équipe du Petit Journal : Fanny Minot, monteuse de l'émission, décédée et Chloé De Bacco, elle aussi monteuse, grièvement blessée. Lors de cette émission hommage, l'ensemble de l'équipe du Petit Journal est présente dans le public. Du côté des audiences, l'émission réalisera un pic à 3 millions de téléspectateurs.
La dernière émission du Petit Journal avec Yann Barthès a lieu le 23 juin 2016 de 20 h 10 à 21 h, ce qui est d'une durée légèrement plus longue que le format habituel. La direction de la chaîne annonce que l'émission continuera la saison suivante, dans une « formule rénovée »,, présentée par Cyrille Eldin,,. Yann Barthès, lui, part sur TMC et anime la saison suivante l'émission Quotidien, qui reprend en grande partie la thématique et le ton du Petit Journal originel.

### Retour auGrand Journal
À partir du 5 septembre 2016 à 20h30, le Petit Journal revient, toujours comme émission à part entière, dans une version raccourcie à 25 minutes. La présentation est assurée par Cyrille Eldin.
Consécutivement, les audiences s'effondrent et les critiques sont nombreuses, autant sur la personnalisation de l'émission autour du nouvel animateur que sur la vacuité du programme, les contenus de l'ancienne version du Petit Journal ayant pratiquement tous déménagé avec Yann Barthès dans sa nouvelle émission Quotidien sur TMC. Pour Le Parisien, Cyrille Eldin « se contente d'être un amuseur, là où son prédécesseur avait inventé une nouvelle façon d'informer » alors que pour Libération, « la catastrophe est totale, le malaise immense et le naufrage garanti »,. Deux semaines après son lancement, l'émission a perdu la moitié de ses spectateurs, Les Inrocks notant que pareil qu'avec le Grand Journal, Le Petit Journal de l'ère Bolloré de Canal + ne séduit pas, « les spectateurs en deuil, [ayant] arrêté de visionner les programmes autrefois mythiques de la chaîne ».
Depuis le 20 mars 2017, après l'arrêt du Grand Journal, une nouvelle formule est lancée (nouveau générique, nouveau plateau, nouvel horaire), toujours présentée par Cyrille Eldin mais avec la présence de Sandrine Calvayrac. L'émission est diffusée de 20 h 10 à 20 h 45. Après une semaine, les audiences restent très faibles.
Le 22 juin 2017 a lieu la dernière du Petit Journal. En effet, en août 2017, à cause des très mauvaises audiences de la saison, il est annoncé que l'émission ne reviendra pas à la rentrée, Cyrille Eldin animant à la place une émission hebdomadaire[réf. nécessaire].

## Identité visuelle

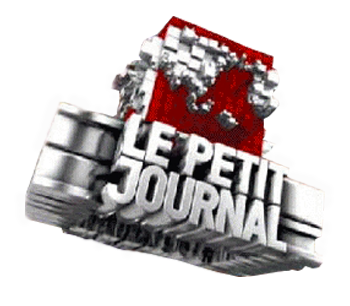
Logo de septembre 2007 jusqu'à juin 2010 (saisons 4 à 6)
Logo d'août 2010 jusqu'à juin 2015 (saisons 7 à 11)
Logo de septembre 2015 jusqu'à juin 2016 (saison 12)
Logo de septembre 2016 à juin 2017 (saison 13)

## Faits remarquables

### En politique
- Élection présidentielle américaine de 2008[31] : lors des résultats de l'élection, Yann Barthès et son équipe du Petit Journal déploient en plein Times Square à Manhattan une affiche où était écrit le mot « cassoulet ». 13 millions de personnes voient ainsi la pancarte, elle est évoquée sur le site Internet de Time et le mot « cassoulet » a été le 62e mot le plus recherché sur Google dans le monde le mercredi 5 novembre[32].
- Le « copier-coller » du Président : le 28 octobre 2009, le programme diffuse une séquence montrant le président Nicolas Sarkozy tenir, la veille, un discours sur les crises agricoles à Poligny (Jura). Il avait prononcé un discours presque identique le 19 février 2009, à Daumeray (Maine-et-Loire)[33]. Ce scandale a été ensuite grandement relayé le lendemain dans la presse, et notamment par le journal Le Monde qui en a fait sa une. Depuis, le Petit Journal refait régulièrement ce genre de reportage.
- Jacques Chirac sermonné par son épouse Bernadette : Yann Barthès diffuse une vidéo où l'on observe Jacques Chirac faire la cour à une femme politique et élue corrézienne, Sophie Dessus, à quelques mètres de Bernadette Chirac occupée à prononcer un discours qu'elle va interrompre pour demander à son mari d'arrêter de se comporter de la sorte. Cette vidéo est relayée dans de nombreuses émissions et sur Internet. Deux ans plus tard, la scène se reproduit et le Petit Journal fait à nouveau sensation.
- Polémique avec François Bayrou : le 13 décembre 2010, le Petit Journal présente un reportage sur la réélection de François Bayrou à la tête du MoDem, réalisé la veille. François Bayrou, invité de l'émission, affiche un sourire crispé après avoir visionné le sujet mais s'insurge aussitôt contre la diffusion d'allégations illustrant certains propos qu'il aurait tenus la veille. Il affirme qu'il s'agit d'un montage de phrases qu'il n'a pas prononcées[34]. Le lendemain, 14 décembre 2010, Yann Barthès forcé pour la première fois de se justifier, démontre, preuves à l'appui, que les citations étaient bien tirées des discours de François Bayrou datant du 12 décembre 2010. Il faut noter que François Bayrou a été victime d'un malaise juste après l'émission puis hospitalisé durant une nuit. Ce malaise a été causé par un ictus amnésique qui expliquerait sa réaction et sa perte de mémoire[35].
- Une caméra du Petit Journal rapporte des images de la sénatrice socialiste Laurence Rossignol en train de jouer sur une tablette tactile, en plein « débat » sur le mariage homosexuel. Les journalistes parviennent à déterminer son pseudonyme, et vont jusqu'à lui proposer une partie en réseau, qu'elle accepte. Elle remporte la partie avec facilité[36].
- Le 17 février 2011, Jean-François Copé annonce qu'il ne présentera plus le point presse hebdomadaire de l'UMP en compagnie de Hervé Novelli et de Marc-Philippe Daubresse, les deux secrétaires généraux adjoints de l’UMP. Il dénonce la « caricature » faite par Le Petit Journal, de « Plic et Ploc » (surnoms donnés aux deux secrétaires) assimilés à deux figurants au temps de parole extrêmement réduit[37].
- Fin 2013, une rencontre entre le président algérien Abdelaziz Bouteflika et le premier ministre français Jean-Marc Ayrault est diffusée à la télévision. Bouteflika, malgré sa vieillesse et sa maladie, semble énergique, faisant de nombreux gestes de la main. Le Petit Journal montre alors qu'il s'agit d'un trucage : dans la véritable discussion, le président ne fait que quelques gestes de la main de temps en temps. Ces quelques gestes sont montrés plusieurs fois sous différents angles, ce qui laisse croire que Bouteflika exécute de nombreux gestes très rapidement, alors qu'il n'en a fait que fort peu[38]. En mars 2014 puis en avril 2016[39], Le Petit Journal dénonce un autre trucage sur l'état de santé de Bouteflika.
- Clips politiques : le 2 décembre 2009, l'équipe de Yann Barthès retrouve l'origine des extraits vidéos diffusés dans le clip de campagne de l'UMP pour les élections régionales consacré aux changements en France depuis 2007 ; celles-ci proviennent finalement d'une banque d’images américaines Getty Images dont on découvre qu'elles sont tournées aux États-Unis[40]. En avril 2016, l'équipe de Yann Barthès démontre l'utilisation d'un procédé similaire dans le clip de lancement du mouvement politique En marche ! d'Emmanuel Macron[41].
- Le duplex de Ségolène Royal : Le Petit Journal révèle que Ségolène Royal censée être en duplex est en réalité dans le bureau de l'émission Les 4 vérités, soit à quelques mètres du plateau de l'émission À vous de juger[42].
- Conférence de presse franco-italienne du 24 février 2009 : Lors de la conférence de presse franco-italienne du mardi 24 février 2009 portant sur l'éducation et l'énergie, Silvio Berlusconi interrompt Nicolas Sarkozy. D'après le Petit Journal, il aurait dit « Ti ho dato la tua donna » (« Moi, je t'ai donné ta femme »). Le président du Conseil italien a contesté cette version et répondu qu'il aurait dit « Ho studiato alla Sorbona » (« Moi, j'ai étudié à la Sorbonne »)[43]. Cependant, la gêne apparente de Nicolas Sarkozy après cette phrase ne s'explique alors pas et par ailleurs, la Sorbonne a confirmé le fait que Silvio Berlusconi n'y avait jamais étudié.

### À l'international
- Lors des attentats français de janvier 2015, l'émission a épinglé la chaine Fox News Channel à la suite d'un reportage bidonné sur la présence de zones de non droit (« No go zones ») dans le pays. Le 14 janvier, Yann Barthès a diffusé et invité les téléspectateurs à contacter par courriel la directrice de la communication de Fox News, qui aurait reçu 20 000 messages en moins de cinq minutes[44]. La chaîne de télévision américaine a fini par s'excuser à l'antenne à la suite de ces fausses informations[45]. L'affaire a permis au New York Times de consacrer un article à Yann Barthès et ses équipes[46]. Dans cet article, le présentateur s'est confié sur les raisons qui ont poussé ses équipes à faire cette démarche[47]. Plusieurs mois après les faits, Yann Barthès indique que l'envoi de mails, lors de la première initiative, a mis hors-service la messagerie électronique d'un directeur de la chaîne câblée américaine, sous l'effet des quarante-mille mails envoyés lors des premières minutes. Cette information est dévoilée par le journaliste au cours d'une interview accordée dans le reportage French Bashing diffusé par Canal+.
- Lors de la visite officielle du président cubain Raul Castro en février 2016, une altercation verbale se produit à la mairie de Paris entre un journaliste du Petit Journal, Hugo Clément, et un membre d'une association française pro-cubaine. À la question « Il se serait passé quoi à Cuba ? » le journaliste se voit rétorqué « Bah vous seriez mort » par un autre homme présent derrière eux, riant de la plaisanterie. L'échange est cependant interprété comme une « menace de mort » par certains médias [48].

### Chez lespeople
- Cindy Sander : Yann Barthès a suivi l'actualité autour des effets d'annonces concernant Cindy Sander, candidate recalée de l'émission la Nouvelle Star 2008, sur un ton persifleur, ce qui a néanmoins grandement alimenté sa notoriété.

## Critiques
Plusieurs médias, dont Arrêt sur images,, l'association Acrimed,,,, Télérama et Libération, ont relevé des manipulations de la part du Petit Journal, telles que des présentations erronées d'interviews, des compilations tendancieuses, voire trompeuses, d'images, des interprétations biaisées de propos recueillis ; ainsi qu'une tendance à dépolitiser la politique en en faisant un spectacle comme un autre.

### Prises de position
- En janvier 2012, le Petit Journal diffuse une séquence de 7 minutes consacrée à un déplacement de Jean-Luc Mélenchon. Le reportage est à charge contre le Front de gauche et tente de prouver une censure contre Le Petit Journal. Une analyse du site Arrêt sur images apporte une autre version de l'histoire, relayant notamment les propos d'un conseiller du candidat du Front de gauche[57]. S'ensuit alors les semaines suivantes une série d'attaques dans les médias de Jean-Luc Mélenchon et de son équipe, auxquelles Le Petit Journal répond.
- Lors de l'élection présidentielle de 2012, Yann Barthès reçoit Nicolas Sarkozy. Le journaliste Thierry de Cabarrus estime alors que Yann Barthès a donné l'impression de « servir la soupe » au candidat[58]. Des rumeurs sur un possible truquage de l'interview sont démenties par Canal+[59]. L'émission consacrée à François Hollande est en revanche jugée exagérément négative par Bruno Roger-Petit[60].
- Lors de la manifestation ayant lieu juste après l'adoption du projet de loi sur le mariage homosexuel, ouvertement soutenu par l'émission, des journalistes du Petit Journal sont agressés par des manifestants radicaux opposés à la loi. Les agresseurs étaient violents à l'égard de tous médias se trouvant sur leur chemin mais ils ont ensuite ciblé spécifiquement les équipes du Petit Journal[61],[62].

### Légitimité
- Début 2012, à la suite de différentes séquences du Petit Journal (notamment sur Jean-Luc Mélenchon et David Douillet), Éric Marquis, président de la commission de la carte d'identité des journalistes professionnels (CCIJP), s'exprimant uniquement à titre personnel, pose la question du renouvellement de la carte de presse des journalistes de l'émission[63]. En juin 2012, 6 des 12 demandes de renouvellement des cartes de presse ont été refusées[64].
- En 2013, toutes les cartes ont ensuite été délivrées aux journalistes de l'émission par la commission.

### Controverses
- Plusieurs reportages sont montés de manière à présenter comme vraie une information fausse. Par exemple, lors d'un reportage de janvier 2012, Le Petit Journal reproche à Eva Joly et Jean-Luc Mélenchon, qui prennent le même train, de ne pas se saluer, ce qu'ils ont pourtant fait hors caméra. Le Petit Journal répondra par la suite que son « objectif est de montrer ce qui se passe quand tous les médias sont là. La com’, la fameuse com’ »[65].
- En octobre 2012, ils reprochent à Jean-Marc Ayrault de reprendre mot pour mot un discours de François Hollande alors qu'il avait promis de donner sa vision personnelle, sans avoir diffusé le préambule suivant de Jean Marc Ayrault « Comme l’a souligné en août dernier notre président de la République... »[55],[66].
- Début septembre 2013, Le Petit Journal est critiqué par Arrêt sur images pour avoir illustré un reportage sur l'homophobie en Russie par une vidéo ne correspondant pas à la réalité. « Moins spectaculaire », la vidéo qui devait être présentée est remplacée par une autre où l'agression décrite est plus violente. « Canal+ a donc préféré diffuser [des images], sans s'embarrasser de la chronologie ni de la cohérence entre ces images et le témoignage du militant »[67].
- Le 14 avril 2016, une enquête publiée par Le Point reproche au Petit Journal divers montages tendancieux, notamment celui d'une interview donnée par Marine Le Pen en tournée au Québec[68],[69].

### Désinvolture
- À partir de la rentrée 2013, Le Petit Journal inclut des reportages plus longs sur des sujets plus éloignés des médias. Cependant, certains reprochent à ces reportages le manque de précision, de la désinvolture et du sensationnalisme[70].

- Le 28 octobre 2013, lors d'un reportage sur Ciudad Juárez, l'une des villes les plus dangereuses du monde, Yann Barthès déclare après un extrait faisant état de la violence quotidienne qui ensanglante la ville : « Les règlements de compte ont fait depuis quatre ans près de 11 000 morts dans la ville, soit plus que la guerre en Irak ». Une estimation fausse puisque la guerre d'Irak aurait fait entre 100 000 et 500 000 morts[71]. Acrimed fait également remarquer que le reportage n'aurait duré qu'une minute et trente-sept secondes pour une « tragédie sociale et politique qui confine à la guerre civile et frappe non seulement Ciudad Juárez, mais tout le Mexique depuis 2006 », ce qui confirmerait selon eux une certaine désinvolture du Petit Journal.

## Rubriques

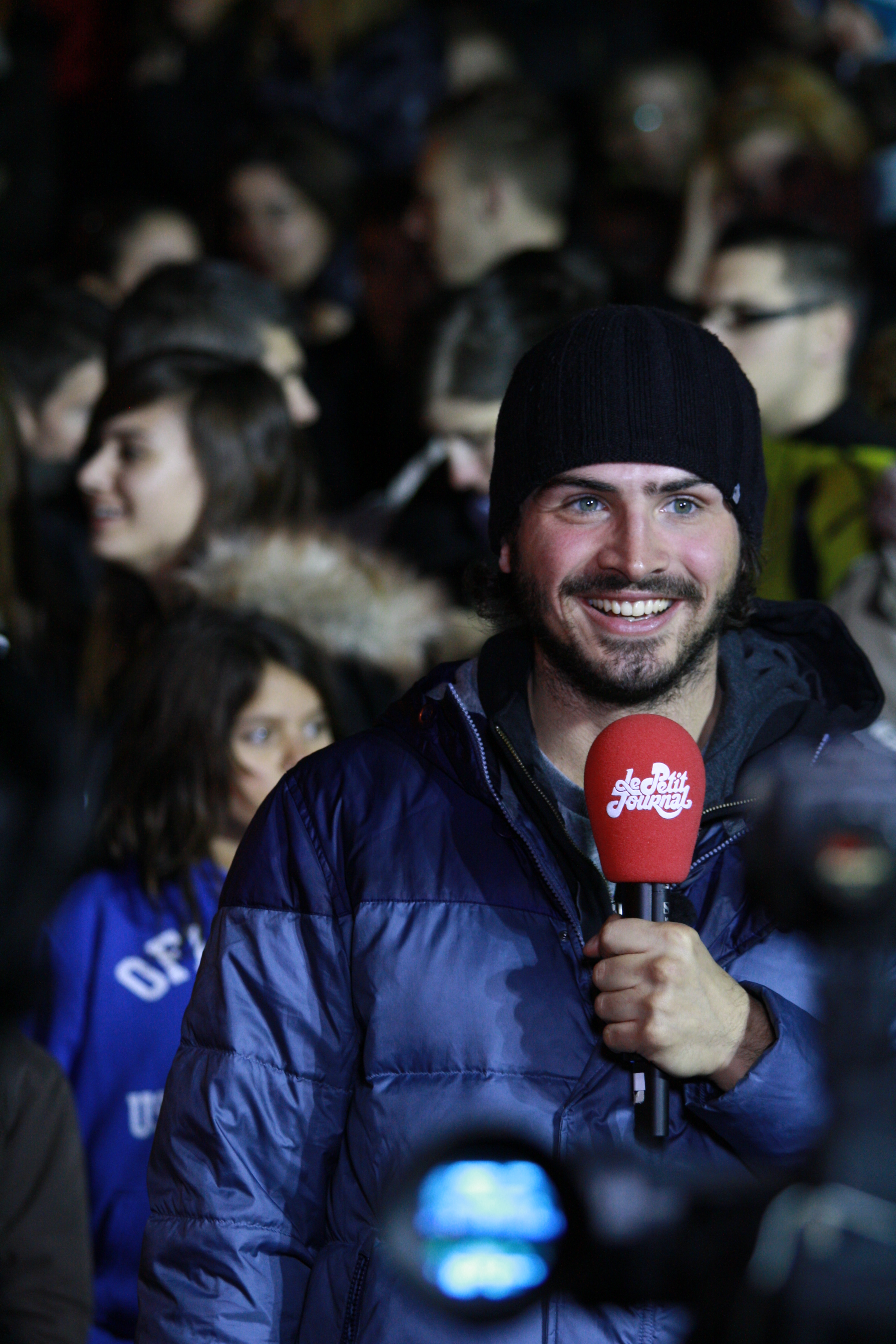
Maxime Musqua lors de son défi pour le de la marche pour l'égalité et contre le racisme.

- La Revue de presse de Catherine et Liliane : séquence humoristique mettant en scène deux commères (jouées par Alex Lutz et Bruno Sanches), employées de l'émission, qui commentent l'actualité.
- Le Défi Musqua : Maxime Musqua relève un défi proposé par Yann Barthès. Il fut particulièrement remarqué lorsqu'il refit la marche de 1983[72]. Il revient brièvement à la rentrée 2014 mais disparaît de l'antenne après un seul sketch (celui où il devient l'assistant de Frédéric Beigbeder).
- La Minute pop : chronique culturelle et people diffusée présentée par Ophélie Meunier durant la saison 2013-2014. Ophélie Meunier ayant quitté le Petit Journal à la rentrée 2014, elle est remplacée à partir de septembre 2015 par Le Journal people de Willy Papa.
- Éric et Quentin : sketchs de Quentin Margot et Éric Metzger parodiant un fait d'actualité.
- Face à Eldin : entretiens de Cyrille Eldin avec des personnalités politiques. Cette rubrique est par la suite diffusée dans Le Grand Journal.
- Bloqués, shortcom qui relate la vie de 2 colocataires bloqués sur leur canapé, écrite par Kyan Khojandi, Bruno Muschio, FloBer, Clément Cotentin, Orelsan et Gringe et interprétée par ces deux derniers[73].
- Le « Face Cam » : une personne de l'actualité (inconnue ou célèbre) a 1 minute pour dire un message de son choix face à la caméra.
- Passion Conversation : Une interview avec une personnalité people par Mouloud Achour.

Lors de la saison 12, on retrouve les rubriques suivantes :
- Titres et actualités (locales et internationales) ;
- 5 questions à, si présence d'un invité, présenté au préalable ;
- Actualités et rubrique VU ;
- Bloqués ;
- Face Cam ;
- Sketch d'Éric et Quentin ;
- Séquence musicale sur la petite scène du Petit Journal ;
- Passion conversation avec Mouloud Achour ;
- L'interview rafale ;
- Le Village People ;
- Séquence avec Panayotis Pascot ;
- Catherine et Liliane ;
- Info LPJ ;
- LPJ Classics (du 13 au 23 juin 2016).

## Audiences
| Présentateur  | Date de diffusion | Invité et/ou sujet                                                                                            | Audience moyenne          | Audience moyenne | Références        |
| Présentateur  | Date de diffusion | Invité et/ou sujet                                                                                            | Nombre de téléspectateurs | PDM              | Références        |
| ------------- | ----------------- | --- | ------------------------- | ---------------- | ----------------- |
| Yann Barthès  | 23 novembre 2013  | Ce soir (ou jamais !)                                                                                         | 1 830 000                 | 7,1 %            | [ 74 ]            |
| Yann Barthès  | 9 janvier 2014    | Dieudonné | 2 070 000                 | 7,7 %            | [ 75 ]            |
| Yann Barthès  | 10 juin 2014      | Laurent Fabius                                                                                                | 1 900 000                 | 8,1 %            | [ 76 ]            |
| Yann Barthès  | 4 novembre 2014   | Spéciale 1984                                                                                                 | 2 300 000                 | 8,5 %            | [ 77 ]            |
| Yann Barthès  | 19 janvier 2015   | Fox News | 2 221 000                 | 8,1 %            | [ 78 ]            |
| Yann Barthès  | 4 mars 2015       | Jean-Jacques Goldman                                                                                          | 2 164 000                 | 8,1 %            | [ 79 ]            |
| Yann Barthès  | 4 mai 2015        | Altercation entre l'équipe du Petit Journal et le FN                                                          | 1 970 000                 | 7,6 %            | [ 80 ]            |
| Yann Barthès  | 16 novembre 2015  | Spéciale attentats de Paris du 13 novembre 2015                                                               | 1 690 000                 | 6 %              | [ 15 ]            |
| Yann Barthès  | 16 décembre 2015  | Laurent Ruquier                                                                                               | 1 666 000                 | 6,5 %            | [réf. nécessaire] |
| Yann Barthès  | 23 juin 2016      | PJ Exit : dernière émission de la saison 12 (2015-2016) et départ de Yann Barthès et son équipe de l'émission | 1 648 000                 | 7,7 %            | [réf. nécessaire] |
| Cyrille Eldin | 5 septembre 2016  | Première de Cyrille Eldin                                                                                     | 942 000                   | 3,9 %            | [ 81 ]            |
| Cyrille Eldin | 12 septembre 2016 | Jack Lang | 583 000                   | 2,5 %            | [ 82 ]            |
| Cyrille Eldin | 13 septembre 2016 | Florian Philippot                                                                                             | 381 000                   | 1,7 %            | [ 83 ]            |
| Cyrille Eldin | 26 septembre 2016 | Julien Dray                                                                                                   | 258 000                   | 1 %              | [ 83 ]            |
| Cyrille Eldin | 9 novembre 2016   | Éric Brunet                                                                                                   | 216 000                   | 0,8 %            | [ 84 ]            |
| Cyrille Eldin | 6 janvier 2017    | Best-of | 177 000                   | 0,7 %            | [ 85 ]            |

Légende :
- Plus hauts chiffres d'audience
- Plus bas chiffres d'audience